# Culleredo
Culleredo est une commune de la province de La Corogne en Espagne située dans la communauté autonome de Galice. 
L'aéroport de La Corogne est situé dans la commune de Culleredo, il s'agit d'un aéroport national. Culleredo contient 11 municipes. Deux langues sont parlées dans cette commune : l'espagnol (castillan) et le galicien (appelé galego en galicien) qui est le dialecte de la communauté autonome de Galice.
Il existe une radio propre à cette commune, elle se nomme "Radio Culleredo" et se trouve à la fréquence 101.2 FM.

## Personnalités liées à la commune
- Juan Lembeye (1816-1889), ornithologue, décédé dans la ville;
- Amparo López Jean (1885-1942), militante féministe espagnole, née dans la ville;
- Pilar Pallarés (1957-), écrivaine, née dans la ville;
- Héctor Espasandín Rama (1985-), coureur cycliste, né dans la ville.